# Fundación Foro Jovellanos del Principado de Asturias
La Fundación Foro Jovellanos del Principado de Asturias es una institución privada, sin ánimo de lucro, fundada en Gijón, (Asturias) a iniciativa de un grupo de jovellanistas con el apoyo del Ayuntamiento de Gijón y otras instituciones públicas como el Principado de Asturias, así como de empresas y entidades privadas.

## Su antecedente: la Asociación Foro Jovellanos
El antecedente de la Fundación fue la Asociación Foro Jovellanos, creada en 1995. El grupo de fundadores estaba encabezado por José Caso González (1928-1995), catedrático de literatura en la Universidad de Oviedo, y gran conocedor de la obra de Gaspar Melchor de Jovellanos. Pese a que, en aquella época, sufría los deterioros de una grave enfermedad, aceptó la presidencia, porque era una idea que siempre había querido llevar a cabo en Gijón: la creación de un centro de estudios jovellanistas. Se propuso que tuviera un gran respaldo social. Poco tiempo después, falleció. Siendo sustituido en la presidencia por Francisco Carantoña, director del diario gijonés El Comercio. El 4 de agosto de 1998 la Asociación Foro Jovellanos se transformó en fundación cultural sin ánimo de lucro.

## Objetivos
Su objetivo primordial es «honrar la memoria de Don Gaspar Melchor de Jovellanos como paradigma de servicio del bien común de todos los ciudadanos, así como difundir y mantener vivas su obra y figura y promover la aplicación y actualización de su pensamiento para el beneficio de España y específicamente del Principado de Asturias».
Un resorte muy importante de la institución es el Círculo de Amigos de Jovellanos al que cualquier persona física o jurídica puede inscribirse por una mínima cantidad anual, con el objeto de mantener una sintonía más cercana con los proyectos de investigación y divulgación que se realizan desde el seno de la propia institución.

## Miembros
El Patronato se compone de los siguientes miembros: 
- Presidente: Ignacio García-Arango Cienfuegos-Jovellanos
- Vicepresidente: Avelino Juan Acero Díaz
- Director: Orlando Moratinos Otero
- Secretario: Rafael Antuña Egocheaga
- Vicesecretaria: (no patrona) Patricia García Rodríguez

Vocales:
- María José Álvarez Faedo
- Domingo Cienfuegos-Jovellanos Caramés
- Leticia Cienfuegos Margallo
- Jacobo Cosmen Menéndez-Castañedo
- Roberto Paraja Tuero
- Lioba Simon Schuhmacher
- Pablo Vázquez Otero

## Premio de Investigación
Desde 1998, la Fundación convoca con carácter bienal el Premio Internacional de Investigación Fundación Foro Jovellanos del Principado de Asturias, dotado con tres mil euros y la posible publicación del trabajo galardonado. Pueden acudir autores de cualquier nacionalidad. Los trabajos tienen que versar sobre cualquiera de estos temas:
- a) Vida, obra y pensamiento de Jovellanos.
- b) La Ilustración española e hispanoamericana.
- c) La impronta de Jovellanos en la configuración de Asturias, España y el mundo moderno.
- d) El papel de la mujer en los siglos XVIII y/o XIX.
- e) Viajeros y viajeras en tiempos de la Ilustración y /o del Romanticismo.
- f) Jovellanos y los románticos.

## Publicaciones
Anualmente edita tres publicaciones periódicas: Cuadernos Jovellanistas. De la Ilustración a la Modernidad, Boletín Jovellanista y Almanaque, además de varias monografías sobre Jovellanos, su época o sus contemporáneos. Hasta la fecha tiene un catálogo de más de 42 monografías, dieciocho números del Boletín Jovellanista, trece números de Cuadernos de Investigación, actualmente renombrados Cuadernos Jovellanistas. De la Ilustración a la Modernidad" y siete números del Almanaque.

## Presidentes
- José Miguel Caso González (1995) Catedrático de Literatura Española de la Universidad de Oviedo.
- Francisco Carantoña Dubert (1995–1997) Periodista
- Luis Adaro Ruiz-Falcó (1997-1998) Doctor ingeniero de Minas y empresario.
- Agustín José Antuña Alonso (1998-2002) Abogado y político.
- Jesús Menéndez Peláez (2002-2013) Catedrático de Literatura Española de la Universidad de Oviedo.
- Juan José Plans Martínez (2013–2014) Escritor y Periodista.
- Moisés Llordén Miñambres (2014–2015) Profesor de Historia e Instituciones Económicas de la Universidad de Oviedo.
- Ignacio García-Arango Cienfuegos-Jovellanos (2015-) Ingeniero de Caminos Canales y Puertos.